# ファースター
「ファースター」（Faster）は、1979年7月13日に発売されたジョージ・ハリスンのシングルである。

## 概要
アルバム『慈愛の輝き』から、イギリス限定シングルとしてリリースされたが、チャート・インは果たせなかった。ジョージは、この曲ではボーカルとギターの他にベースも演奏している。初回盤のみピクチャーディスク仕様。
ジョージは、1977年には曲作りもせずにF1観戦に出かけていたほどF1を愛しており、そのことが反映された楽曲。F1カーのエンジン音等が効果音として取り入れられ、さながらF1賛歌であるが、ジョージ本人は「人生の比喩」として歌詞を書き、自伝では「レースに限定していない」「どんな職業でも当てはまる」とコメントしている。
『慈愛の輝き』のブックレットには、この曲はジャッキー・スチュワートとニキ・ラウダにインスパイアされたというクレジットが記載され、曲名はジャッキーの本が元になっている。この2人はミュージック・ビデオにも登場。ジャッキーが運転する車の後部座席でジョージがギターを弾きながら歌う場面もある。分かりにくいがこの部分はモナコグランプリのコースになっているモンテカルロ市街地で撮影されている。また、『慈愛の輝き』のレコーディング中にイタリアグランプリで事故死したロニー・ピーターソンにも捧げられている。本シングルの売り上げは、グンナー・ニルソンが設立した癌基金に寄付された。

## 収録曲
- ファースター - (Faster)
- 永遠の愛  - (Your Love Is Forever)